# Maria Margherita Grimani
Pour les articles homonymes, voir Grimani.
Maria Margherita Grimani, né à la fin du XVIIe siècle, est une compositrice italienne, active à Vienne entre 1713 et 1718 ; c'est la première femme dont les œuvres furent jouées au théâtre de cour autrichien.

## Biographie
La vie de cette compositrice active à Vienne entre 1713 et 1718 est peu connue. Figure importante du paysage musical de l'époque, c'est la première femme dont les œuvres ont été jouées au théâtre de cour. Comme son nom n'apparaît pas parmi les musiciens de la cour, on suppose qu'elle a peut-être été l'une des religieuses canoniques augustines qui travaillèrent comme compositrices d'oratoires à la cour de Vienne, comme Caterina Benedicta Grazianini, Maria de Raschenau et Camilla de Rossi.
Le patronyme de la compositrice laisse à penser qu'elle est membre de la puissante famille vénitienne Grimani, et qu'elle est peut être liée à Pietro Grimani lui-même qui avait négocié l'alliance entre Charles VI de Habsbourg et Venise (dont Pierre fut plus tard doge) contre les Turcs, l'année où Pallas de Maria Grimani fut joué à la Cour. De plus, Vincenzo Grimani - le mécène et librettiste de l'Agrippine de George Frideric Haendel - était à l'époque vice-roi de Naples. Cependant, la relation exacte de Maria avec la famille Grimani n'est pas claire.

## Œuvre
Les œuvres connues de Maria Margherita Grimani comprennent notamment un opéra, dit Composition dramatique (opus dramum) pour deux voix, hautbois et orchestre à cordes, Pallas et Mars. Le livret est publié à Bologne le 5 avril 1713 (où l'opéra fut peut-être déjà représenté). Il est joué pour la première fois au théâtre impérial de Vienne à l'occasion de la fête (Saint Charles) de Charles VI de Habsbourg le 4 novembre 1713.
Deux oratorios de Grimani furent aussi joués au théâtre impérial : La Visitation d'Élisabeth, jouée en 1713 puis de nouveau en 1718, et La Décollation de saint Jean-Baptiste, jouée en 1715. Les noms des librettistes ne sont pas connus. Tous deux célèbrent le succès militaire de Charles VI de Habsbourg contre les « infidèles ». 
Toutes les œuvres de Grimani utilisent de petits ensembles : deux chanteurs, un couple d'instruments obligatoires et un groupe continu, qui comprend le violoncelle et le théorbe. Leur forme suit les normes de l'époque, comme en témoignent les œuvres d'Alessandro Scarlatti. Ces normes sont manifestées par un certain nombre d'airs da capo avec chœurs et récitatifs.